# ホセ・マセダ

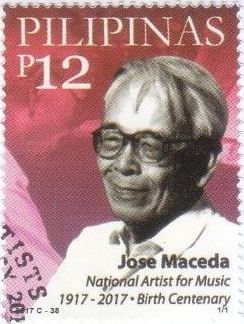
2017年の生誕100年にフィリピンの切手となったホセ・マセダ

ホセ・マセダ（José Maceda、1917年1月31日 - 2004年5月5日）は、フィリピンの作曲家、民族音楽学者。1998年にはフィリピンのナショナル・アーティスト・フォー・ミュージックに選ばれた。

## 来歴
マニラに生まれる。パリのエコール・ノルマル音楽院でピアノ、作曲理論、アナリーゼを学び、その後はフィリピンでピアニストとして活動。コロンビア大学で音楽学、ノースウェスタン大学で人類学を学ぶ。また、フィリピン大学で教え始めた。
1952年頃よりフィリピンの民族音楽のフィールドワークを指揮するようになる。1954年頃にミュジーク・コンクレートを手がけ、1958年にパリ国立放送局のミュジーク・コンクレート・スタジオにて制作、ここでピエール・ブーレーズ、カールハインツ・シュトックハウゼン、イアニス・クセナキスらと知り合う。1963年にカリフォルニア大学ロサンゼルス校（UCLA）にて民族音楽学の博士号を取得。同じくこの頃より作曲活動を本格化、マニラにて、エドガー・ヴァレーズやブーレーズ、クセナキスなどの作品を指揮・演奏するコンサートを1969年まで開催。

## 主な作品
民族音楽学者として、東南アジアの音楽のフィールドワークを行い、多数の論文を発表する一方、東南アジアの楽器を用いた作曲を手がける。1990年代以降は、管弦楽やピアノのためにも作曲した。
- 116人の楽器演奏者、100人の合唱と25人の男声のための「パグサンバ」（Pagsamba, 1968年）
- 100台のカセットプレイヤーのための「カセット100」（Cassettes 100, 1971年）
- 20のラジオ局のための「ウグナイヤン」（Ugnayan, 1974年）
- 数百人から数千人のための「ウドゥロッ・ウドゥロッ」（Udlot-Udlot, 1975年）
- 10のフルート、10のバリンビン、10の平面ゴングのための「スリン・スリン」（Suling-Suling, 1985年）
- 「5台のピアノのための音楽」（1992年）
- 管弦楽のための「ディステンペラメント」（Distemperament, 1992年）(サントリーホール国際作曲委嘱シリーズ委嘱作品 No.15)
- 「2台のピアノと4本の管楽器のための音楽」（1996年）
- ガムランと龍笛(ピッコロ)、コントラファゴット、打楽器、合唱団のための「ゴングと竹のための音楽」(Music for gongs and bamboo,1997年)
- 管弦楽のための「リズムのない色」（Colors without Rhythm, 1999年）

## エピソード
- 作曲家の高橋悠治とは30年に及ぶ親交を結んだ。著書「ドローンとメロディー／東南アジアの音楽思想」（1989年）は高橋悠治編訳。
- 民族音楽学者として長年の功績により第2回日経アジア賞を受賞（1997年）。